# Філемон Масінґа
Філемон Масінґа (англ. Phil Masinga; нар. 28 червня 1969, Лерздорп — пом. 13 січня 2019) — південноафриканський футболіст, що грав на позиції нападника.
Виступав, зокрема, за клуб «Барі», а також національну збірну ПАР.

## Клубна кар'єра
Народився 28 червня 1969 року в місті Лерздорп. Вихованець футбольної школи клубу «Кайзер Чіфс».
У дорослому футболі дебютував 1990 року виступами за команду клубу «Джомо Космос», в якій провів один сезон, взявши участь у 88 матчах чемпіонату.
Згодом з 1991 по 1997 рік грав у складі команд клубів «Мамелоді Сандаунз», «Лідс Юнайтед», «Санкт-Галлен» та «Салернітана».
Своєю грою за останню команду привернув увагу представників тренерського штабу клубу «Барі», до складу якого приєднався 1997 року. Відіграв за команду з Барі наступні чотири сезони своєї ігрової кар'єри.
Завершив професійну ігрову кар'єру у клубі «Аль-Вахда» (Абу-Дабі), за команду якого виступав протягом 2001—2002 років.

## Виступи за збірну
У 1992 році дебютував в офіційних матчах у складі національної збірної ПАР. Протягом кар'єри у національній команді, яка тривала 10 років, провів у формі головної команди країни 58 матчів, забивши 18 голів.
У складі збірної був учасником Кубка африканських націй 1996 року у ПАР, здобувши того року титул континентального чемпіона, розіграшу Кубка конфедерацій 1997 року у Саудівській Аравії, Кубка африканських націй 1998 року у Буркіна Фасо, де разом з командою здобув «срібло», чемпіонату світу 1998 року у Франції.

## Титули і досягнення
- Переможець Кубка африканських націй: 1996
- Срібний призер Кубка африканських націй: 1998